# Joram Piatigorsky
Pour les articles homonymes, voir Piatigorsky.
Joram Piatigorsky, né le 24 février 1940 à Elizabethtown, New York, est un scientifique, biologiste du  développement américain. Chercheur au NIH de Bethesda, au Maryland, il est le fils du violoncelliste Gregor Piatigorsky et de  Jacqueline de Rothschild de la branche française de la célèbre famille de banquiers.

## Biographie

### Parcours scientifique
Joram Piatigorsky docteur ès sciences en biologie du développement et chimie, (1967) à l'Institut de Calornie de Technologie (CIT). Il fait sa période post-doctorale à l'Institut national de la santé (NIH) Bethesda Maryland sur le cristallin et ses protéines. Il entre dans le domaine de la recherche sur la vision. Il est resté au NIH où il est chef du laboratoire de l'Institut national de l'œil (NEI) qu'il a fondé en 1981. Il a été un enseignant très actif.

### Distinctions
Il a reçu de nombreuses distinctions :
- National Institutes of Health Director's Award, 1978 ;
- Elected Fellow, AAAS, 1982 ;
- Alcon Research Institute Award, 1985 ;
- Friedenwald Award, Association for Research in Vision and Ophthalmology, 1986 ;
- Futterman Memorial Lecture, University of Washington, 1986 ;
- Visiting Professor, Peking Union Medical College Hospital, Chinese Academy of Medical Sciences, Beijing, China, 1987 ;
- Tenth Annual Basic Neurochemistry Lecture, American Society for Neurochemistry, 1988 ;
- First Hans Bloemendal Lecture Award, Nijmegen, The Netherlands, 1988 ; G. Burroughs Mider Lecture, National Institutes of Health, 1991 ; Alcon Research Institute Award, 1991 ;
- Donald P. Abbott Memorial Lecture, Hopkins Marine Station, Stanford University, 1992 ; ARVO Special Recognition Award, 1992 ;
- Welcome Lecture and Visiting Professorship, University of Louisville, 1992 ;
- Seventh Robert R. Kohn Memorial Lecture, Case Western Reserve University, 1993 ; Twelfth Frederick H. Verhoeff Lecture, The American Ophthalmological Society, 1993 ;
- Fifth V. Everett Kinsey Lecture Award, Ophthalmic Biochemistry Conference, Oakland University, 1995 ;
- Bryan Lecturer, Duke University Medical Center, 1997 ;
- Marker Lecturer, The Pennsylvania State University, 2002.